# Candidus (antignosztikus)
Candidus (2. század) ókeresztény író.
Feltehetően – legalábbis Caesariai Euszebiosz közlése alapján – antignosztikus volt. Egyetlen, mára elveszett munkájáról van tudomásunk, ebben a teremtéstörténetről értekezett. Az iratot Commodus római császár uralkodása alatt készítette.